# Сискью (округ, Каліфорнія)
Шаблон:StateAbbr_ 41°35′00″ пн. ш. 122°30′00″ зх. д. / 41.583333333333° пн. ш. 122.5° зх. д.
Сискью (англ. Siskiyou County) — округ (графство) на півночі Каліфорнії, США. Ідентифікатор округу 06093.

## Історія
Округ утворений 1852 року.

## Демографія
За даними перепису
2000 року загальне населення округу становило 44301 осіб, зокрема міського населення було 15544, а сільського — 28757.
Серед мешканців округу чоловіків було 21752, а жінок — 22549. В окрузі було 18556 домогосподарств, 12231 родин, які мешкали в 21947 будинках.
Середній розмір родини становив 2,87.
Віковий розподіл населення поданий у таблиці:
| Стать    | До 15 років | 15-21 | 22-29 | 30-39 | 40-49 | 50-65 | 65-85 | Понад 85 |
| -------- | ----------- | ----- | ----- | ----- | ----- | ----- | ----- | -------- |
| Чоловіки | 4258        | 2243  | 1378  | 2341  | 3494  | 4413  | 3311  | 314      |
| Жінки    | 4126        | 1986  | 1289  | 2497  | 3883  | 4353  | 3835  | 580      |

## Суміжні округи
- Джексон, Орегон — північ
- Клемет, Орегон — північний схід
- Модок — схід
- Шаста — південний схід
- Триніті — південь
- Гумбольдт — південний захід
- Дель-Норте — захід
- Джозефін, Орегон — північний захід

## Виноски
1. ↑  Приклад вимови назви округу Сискью у відео Історичного суспільства Сискью Siskiyou County (укр.), процитовано 29 жовтня 2019
2. ↑  U.S. Decennial Census. United States Census Bureau. Процитовано 31 травня 2014.
3. ↑  Historical Census Browser. University of Virginia Library. Архів оригіналу за 11 серпня 2012. Процитовано 31 травня 2014.
4. ↑  Population of Counties by Decennial Census: 1900 to 1990. United States Census Bureau. Процитовано 31 травня 2014.
5. ↑  Census 2000 PHC-T-4. Ranking Tables for Counties: 1990 and 2000 (PDF). United States Census Bureau. Процитовано 31 травня 2014.
6. ↑  State & County QuickFacts. United States Census Bureau. Архів оригіналу за 6 червня 2011. Процитовано 6 квітня 2016. [Архівовано 2011-06-06 у Wayback Machine.](англ.) Наведено за англійською вікіпедією.
7. ↑  American FactFinder. Бюро перепису населення США. Архів оригіналу за 26 лютого 2012. Процитовано 31 січня 2008. [Архівовано 2008-05-21 у Wayback Machine.]

| США | Це незавершена стаття з географії США. Ви можете допомогти проєкту, виправивши або дописавши її. |